# Kfz.13
Maschinengewehrkraftwagen – seria rozpoznawczych samochodów pancernych z początkowego okresu II wojny światowej, produkowanych w Niemczech w latach 1932–1934.

## Konstrukcja
Produkowane były przez zakłady Daimler-Benz na podwoziu samochodu osobowego Adler. Wyprodukowano 174 pojazdy Kfz.13 i 40 samochodów Kfz.14.
Samochody nie posiadały górnego pancerza, ani wieżyczki, grubość pancerza wynosiła do 8 mm. Napędzane były silnikiem benzynowym Adler o pojemności 2900 cm³ i mocy 60 KM (44 kW), co dawało im maksymalną prędkość na drodze do 70 km/h. Ich zasięg wynosił około 300 km.
- Samochód Kfz.13 uzbrojony był w karabin maszynowy MG 13 lub MG 34 kal. 7,92 mm. Załoga 2 ludzi (dowódca i kierowca).
- Wersja Kfz.14 nie posiadała uzbrojenia, ale wyposażona była w radiostację. Załoga 3-osobowa (dowódca, kierowca, radiotelegrafista).

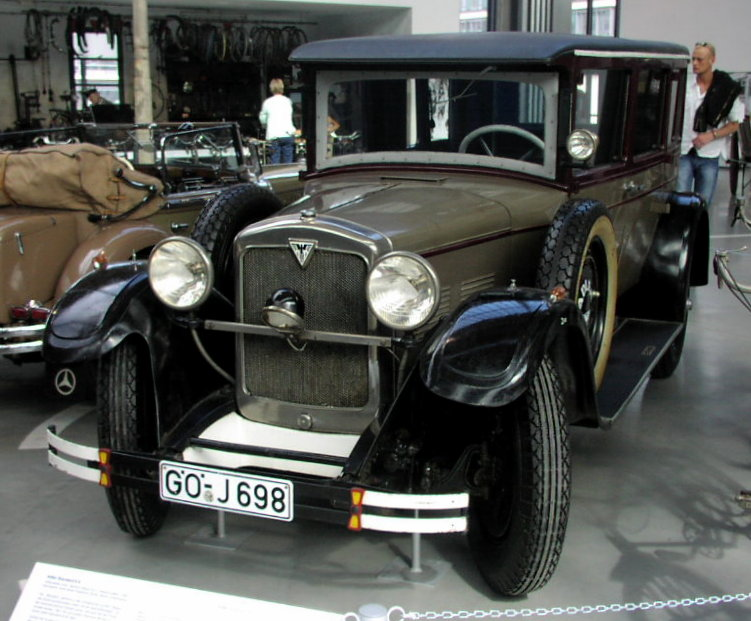
Adler Standard 6, na bazie którego powstał Kfz. 13
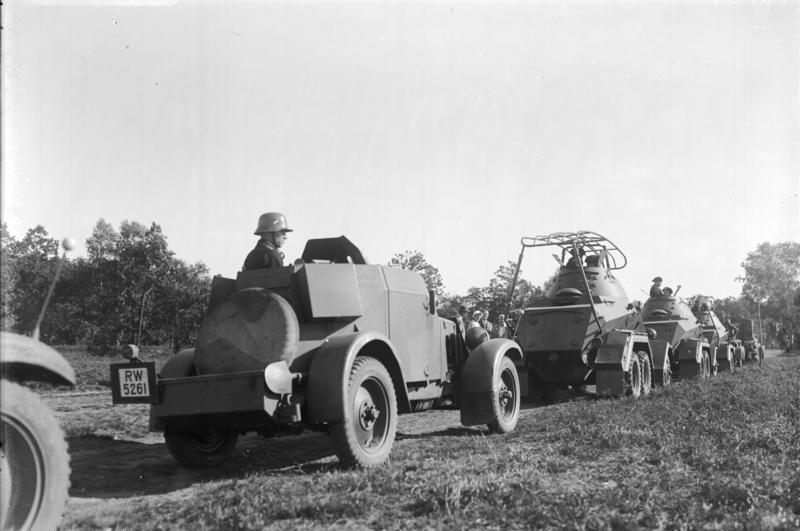
Kfz. 13 we wrześniu 1935
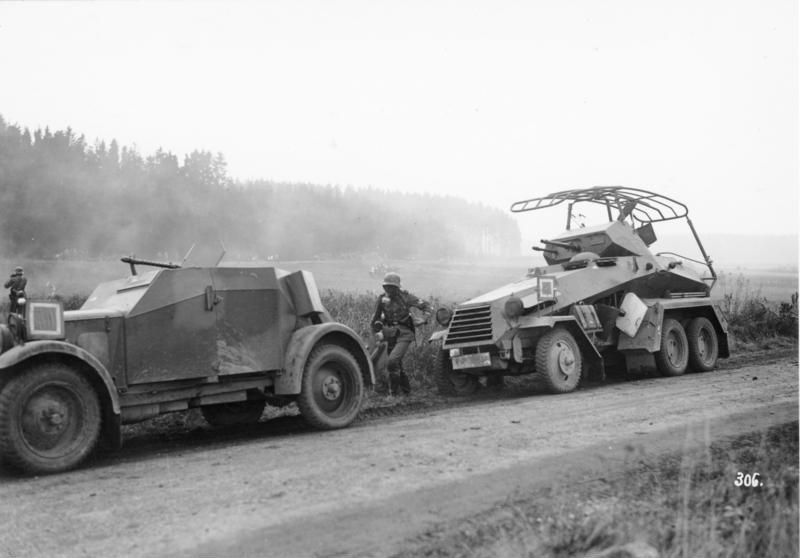
Kfz. 13 wchodzący w skład niemieckiej Gruppen-kommando 2, 1936